# Astrapogon
Astrapogon és un gènere de peixos pertanyent a la família dels apogònids.

## Taxonomia
- Astrapogon alutus (Jordan & Gilbert, 1882)[2]
- Astrapogon puncticulatus (Poey, 1867)[3]
- Astrapogon stellatus (Cope, 1867)[4][5][6][7][8][9]